# San Juan Bautista (Herrera)
San Juan Bautista es un corregimiento del distrito de Chitré en la provincia de Herrera, República de Panamá. La población tiene 11 823 habitantes (2010).